# Отары (Джанкойский район)
Ота́ры (ранее Ота́р-Бочала́; укр. Отари, крымскотат. Otar, Отар) — исчезнувшее село в Джанкойском районе Республики Крым, располагавшееся на юго-западе района, в степном Крыму, в балке реки Мирновка, примерно в 4 км к юго-востоку от современного села Ястребцы.

### Динамика численности населения
| - 1805 год — 150 чел. - 1864 год — 18 чел. - 1889 год — 39 чел. - 1892 год — 0 чел. - 1900 год — 5 чел. | - 1905 год — 37 чел. - 1915 год — 8/18 чел. - 1918 год — 68 чел. - 1926 год — 18 чел. |

## История
Первое документальное упоминание села встречается в Камеральном Описании Крыма… 1784 года, судя по которому, в последний период Крымского ханства Отар бочала входил в Бочалатский кадылык Карасьбазарскаго каймаканства.
После присоединения Крыма к России (8) 19 апреля 1783 года, (8) 19 февраля 1784 года, именным указом Екатерины II сенату, на территории бывшего Крымского Ханства была образована Таврическая область и деревня была приписана к Перекопскому уезду. После Павловских реформ, с 1796 по 1802 год, входила в Перекопский уезд Новороссийской губернии. По новому административному делению, после создания 8 (20) октября 1802 года Таврической губернии, Отар был включён в состав Бозгозской волости Перекопского уезда.
По Ведомости о всех селениях в Перекопском уезде состоящих с показанием в которой волости сколько числом дворов и душ… от 21 октября 1805 года в деревне Отар Бачал числилось 17 дворов, 121 крымский татарин, 21 цыган и 8 ясыров. Затем, видимо, вследствие эмиграции крымских татар в Турцию, деревня опустела и на военно-топографической карте генерал-майора Мухина 1817 года деревня Отар бочара обозначена пустующей. После реформы волостного деления 1829 года Отар, согласно «Ведомости о казённых волостях Таврической губернии 1829 года» отнесли к Эльвигазанской волости — следовательно, селение вновь было жилым. На карте 1836 года в деревне 15 дворов. Затем, видимо, в результате эмиграции крымских татар, деревня заметно опустела и на карте 1842 года деревня обозначена условным знаком «малая деревня», то есть, менее 5 дворов.
В 1860-х годах, после земской реформы Александра II, деревню включили в состав Бурлак-Таминской волости. В «Списке населённых мест Таврической губернии по сведениям 1864 года», составленном по результатам VIII ревизии 1864 года, Отар — владельческая татарская деревня с 5 дворами и 18 жителями при колодцах. По обследованиям профессора А. Н. Козловского начала 1860-х годов, вода в колодцах деревни была пресная, а их глубина колебалась от 8 до 10 саженей (16—21 м). Согласно «Памятной книжке Таврической губернии за 1867 год», деревня стояла покинутая, ввиду эмиграции крымских татар, особенно массовой после Крымской войны 1853—1856 годов, в Турцию. Если на карте Шуберта 1865 года ещё обозначена деревня с мечетью, то на карте, с корректурой 1876 года — хутор Отар без указания числа дворов. В «Памятной книге Таврической губернии 1889 года», по результатам Х ревизии 1887 года, Отар записан, как деревня Григорьевской волости с 6 дворами и 39 жителями.
После земской реформы 1890 года, Отар отнесли к Богемской волости и в том же году, согласно энциклопедическому словарю «Немцы России», было основано немецкое лютеранское поселение: 2 хутора. Согласно «…Памятной книжке Таврической губернии на 1892 год», деревня Отар числилась в составе волости, но количество жителей не указано. По «…Памятной книжке Таврической губернии на 1900 год» в экономии Отар числилось 5 жителей в 1 дворе — видимо, отдельные хутора образованы позже. По немецкой знциклопедии в 1905 году в Отаре было 37 жителей. По Статистическому справочнику Таврической губернии. Ч.II-я. Статистический очерк, выпуск пятый Перекопский уезд, 1915 год, в Богемской волости Перекопского уезда числилось 2 хутора Отар с немецким населением: Д. Кайзера — 1 двор, 8 человек приписных жителей и Спендиарова — 2 двора, без приписных жителей, но с 18 «посторонними», из которых 14 мужчин и 8 женщин. При хуторе числилось 590 десятин удобной земли. В хозяйстве имелось 3 лошади, 85 волов, 2 коровы и 3 головы мелкого скота, в 1918 году — 68 человек.
После установления в Крыму Советской власти, по постановлению Крымревкома от 8 января 1921 года № 206 «Об изменении административных границ» была упразднена волостная система и в составе Джанкойского уезда был создан Джанкойский район. В 1922 году уезды преобразовали в округа. 11 октября 1923 года, согласно постановлению ВЦИК, в административное деление Крымской АССР были внесены изменения, в результате которых округа были ликвидированы, основной административной единицей стал Джанкойский район и село включили в его состав. Согласно Списку населённых пунктов Крымской АССР по Всесоюзной переписи 17 декабря 1926 года, на хуторе Отар, Марьинского сельсовета Джанкойского района, числилось 3 двора, население составляло 18 человек, из них 1 русский, 16 украинцев, 1 эстонец. Безымянное незначительное селение отмечено на двухкилометровке РККА 1942 года.
В 1944 году, после освобождения Крыма от фашистов, 12 августа 1944 года было принято постановление № ГОКО-6372с «О переселении колхозников в районы Крыма» и в сентябре 1944 года в район приехали первые новоселы (27 семей) из Каменец-Подольской и Киевской областей, а в начале 1950-х годов последовала вторая волна переселенцев из различных областей Украины. С 25 июня 1946 года Отары в составе Крымской области РСФСР, а 26 апреля 1954 года Крымская область была передана из состава РСФСР в состав УССР. В «Справочнике административно-территориального деления Крымской области на 15 июня 1960 года» Отары — посёлок Роскошненского сельсовета, ликвидированы к 1968 году, как посёлок Ярковского сельсовета (согласно справочнику «Крымская область. Административно-территориальное деление на 1 января 1968 года» — с 1954 по 1968 годы).